# Лейк-Сан-Маркос (Каліфорнія)
Лейк-Сан-Маркос (англ. Lake San Marcos) — переписна місцевість (CDP) в США, в окрузі Сан-Дієго штату Каліфорнія. Населення — 5328 осіб (2020).

## Географія
Лейк-Сан-Маркос розташований за координатами 33°7′21″ пн. ш. 117°12′31″ зх. д. / 33.12250° пн. ш. 117.20861° зх. д. (33.122362, -117.208576).  За даними Бюро перепису населення США в 2010 році переписна місцевість мала площу 4,68 км², з яких 4,46 км² — суходіл та 0,22 км² — водойми.

## Демографія
Згідно з переписом 2010 року, у переписній місцевості мешкало 4437 осіб у 2328 домогосподарствах у складі 1299 родин. Густота населення становила 948 осіб/км².  Було 2533 помешкання (541/км²).
Расовий склад населення:
| - 89,7 % — білих - 3,0 % — азіатів - 0,8 % — чорних або афроамериканців - 0,5 % — корінних американців - 0,1 % — вихідців з тихоокеанських островів - 4,2 % — осіб інших рас |

До двох чи більше рас належало 1,8 %. Частка іспаномовних становила 10,5 % від усіх жителів.
За віковим діапазоном населення розподілялося таким чином: 8,2 % — особи молодші 18 років, 45,0 % — особи у віці 18—64 років, 46,8 % — особи у віці 65 років та старші. Медіана віку мешканця становила 63,3 року. На 100 осіб жіночої статі у переписній місцевості припадало 79,3 чоловіків;  на 100 жінок у віці від 18 років та старших — 76,7 чоловіків також старших 18 років.
Середній дохід на одне домашнє господарство  становив 61 813 долари США (медіана — 46 510), а середній дохід на одну сім'ю — 84 149 доларів (медіана — 75 694). За межею бідності перебувало 18,3 % осіб, у тому числі 40,3 % дітей у віці до 18 років та 9,9 % осіб у віці 65 років та старших.
Цивільне працевлаштоване населення становило 1656 осіб. Основні галузі зайнятості: освіта, охорона здоров'я та соціальна допомога — 32,9 %, науковці, спеціалісти, менеджери — 18,3 %, виробництво — 10,6 %, фінанси, страхування та нерухомість — 6,8 %.